# Escuela Preparatoria Sterling (Houston)

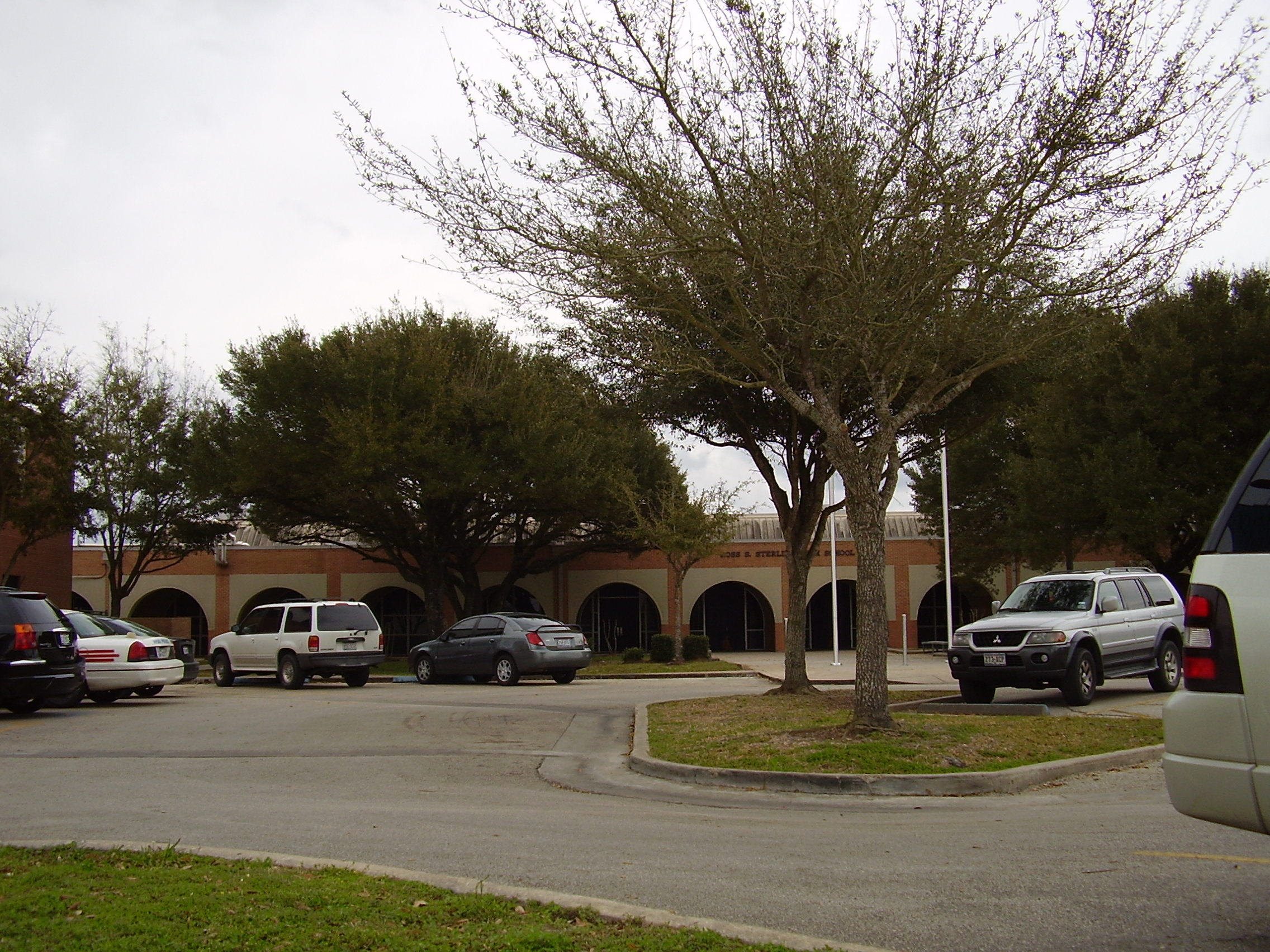
La plantel en 2008

Escuela Preparatoria Ross Shaw Sterling (en inglés: Ross Shaw Sterling High School), o la Preparatoria Sterling de Aviación (en inglés: Sterling Aviation High School), es una escuela preparatoria en el sureste de Houston, Texas. Como parte del Distrito Escolar Independiente de Houston (HISD por sus siglas en inglés), tiene el programa magnet de aviación del distrito. A partir de 2013, tenía el cuerpo estudiantil más grande de las escuelas en el sur de HISD.

## Historia
La preparatoria se abrió en 1965.
A partir del mayo de 2013, la preparatoria tenía aproximadamente 900 estudiantes, y 1.100 estudiantes de preparatoria que vivió en la zona de asistencia de Sterling asistieron a otras preparatorias.
El distrito va a construir un nuevo campus de Sterling, una parte del bono de 2012. Se abrió en 2016. El plantel, con 237.000 pies cuadrados de área y un costo de $72 millones de dólares, tiene un hangar de 7100 pies cuadrados.

## Programa magnet
En el programa, inicialmente estudiantes toman cursos basados en tierra aprobados por la Administración Federal de Aviación (FAA). Después, cada estudiante toma hasta 30 horas de tiempo de vuelo. A partir de 2000, el programa magnet tenía 200 estudiantes. A partir de 2001, el Lentz Enterprises and Raiders Tiger Flying Club ofrece instrucción de vuelo a los estudiantes del programa magnet.